# Джей Кътлър
Джей Кътлър (на английски: Jason Isaac Cutler, Джейсън Айзък Кътлър), роден на 3 август 1973 в град Уорчестър, Масачузетс, САЩ е американски професионален културист, който печели титлата Мистър Олимпия през 2006, 2007, 2009 и 2010. Състезателното тегло, с което печели титлата е 129 кг. . През подготвителния период теглото му достига 140 кг. Кътлър започва да работи в семейния бизнес (бетонови кострукции) на 11 години, на 18 започва да се занимава с вдигане на тежести. Първото му състезение е през 1992 – Gold's Gym Worcester Bodybuilding Championships, където заема 2-ро място.
Джей печели титлата на Мистър Олимпия след 6 участия, в 4 от които е класиран на 2-ро място след Рони Колман – 8-кратния шампион (1998 – 2005). Най-близо до 1-вото място е през 2001, когато води по точки в предварителните кръгове (мускулатура и симетрия) – някои считат, че победата е негова, но е бил ощетен. Кътлър печели и 3 поредни победи на Арнолд Класик (2002 – 2004). Очаква се да защити титлата си през 2007.
Кътлър е представян в много списания за фитнес и културизъм, включително и на корицата на списание FLEX. Живее в Лас Вегас с жена си Кери (Kerry).

## Мерки
- Височина: 175,5 см
- Състезателно тегло: 129,5 кг
- Off-season тегло: 140,5 кг
- Ръце: 57 см
- Гръден кош: 147,5 см
- Талия: 86,5 см
- Бедра: 78,5 см
- Прасци: 51 см
- Врат: 49,5 см

## Културистични постижения
- 1993 NPC Iron Bodies Invitational, 1st place Teenage & 1st place Men's Heavyweight
- 1993 NPC Teen Nationals, 1-во място Heavyweight
- 1995 NPC U.S. Tournament of Champions, 1-во място Men's Heavyweight and overall winner
- 1996 NPC Nationals, 1st place Heavyweight (earned IFBB pro card)
- 2000 IFBB Night of Champions, 1-во място
- 2002 Arnold Classic, 1-во място
- 2003 Arnold Classic, 1-во място
- 2003 Ironman Pro Invitational, 1-во място
- 2003 San Francisco Pro Invitational, 1-во място
- 2003 Dutch Grand Prix, 1-во място
- 2003 British Grand Prix, 1-во място
- 2004 Arnold Classic, 1-во място
- 2006 Мистър Олимпия, 1-во място
- 2006 Austrian Grand Prix, 1-во място
- 2006 Romanian Grand Prix, 1-во място
- 2006 Dutch Grand Prix, 1-во място
- 2010 мистър Олимпия -1-во място

## Състезателна история
- 1992 Gold Gym Worcester Bodybuilding Championships – 2-ри
- 1998 IFBB Night of Champions – 11-и
- 1999 Arnold Schwarzenegger Classic – 4-ти
- 1999 IFBB Ironman Pro Invitational – 3-ти
- 1999 Мистър Олимпия – 14-и
- 2000 English Grand Prix – 2-ри
- 2000 Joe Weider's World Pro Cup – 2-ри
- 2000 Мистър Олимпия – 8-и
- 2000 Mr. Olympia Rome – 2-ри
- 2001 Мистър Олимпия – 2-ри
- 2003 Мистър Олимпия – 2-ри
- 2003 Russian Grand Prix – 2-ри
- 2003 GNC Show of Strength – 2-ри
- 2004 Мистър Олимпия – 2-ри
- 2005 Мистър Олимпия – 2-ри
- 2006 Мистър Олимпия – 1-ви
- 2007 Мистър Олимпия – 1-ви
- 2008 Мистър Олимпия – 2-ри
- 2009 Мистър Олимпия – 1-ви
- 2010 Мистър Олимпия – 1-ви

## DVD-та
- Jay Cutler – A Cut Above (1999)
- Jay Cutler – New Improved and Beyond
- Jay Cutler – Ripped to Shreds
- Jay Cutler – One Step Closer (2005)
- The Battle For The Olympia 2005 (featuring Jay Cutler and others)
- From Jay to Z (2008)
- Jay Cutler – All Access (2009)

## Книги
- CEO MUSCLE – Jay Cutler's No Nonsense Guide To Successful Bodybuilding